# Volksfront (Elsass)
Die elsässische  Volksfront  war ein 1928 gebildeter Zusammenschluss der aus dem Zentrum entstandenen Union populaire républicaine (UPR) und  einer Gruppe von Kommunisten, angeführt von  Charles Hueber,  der Elsässischen Fortschrittspartei unter Leitung von Camille Dahlet und der  Autonomistischen Landespartei. Die Volksfront verfolgte das Ziel einer größeren Autonomie für das Elsass, den Schutz der Deutschen Sprache im Elsass, die Förderung der Elsässischen Wirtschaft und Selbstverwaltung für die Region. Sie war weitgehend eine Fortsetzung des untergegangenen Heimatbundes. Wie die 1911 gegründete National Union handelte es sich um einen losen Zusammenschluss. Die Zusammenarbeit elsässischen Kommunisten und Kleriker begann nach dem Blutigen Sonntag von Colmar.
Im Hinblick auf die sensible Frage des Verhältnisses von Kirche und Staat vermied die Volksfront öffentlich Stellung zu beziehen.
Im Jahre 1928 wurden zunächst Eugène Ricklin und Joseph Rossé in die Französische Nationalversammlung gewählt. Im Nachgang zu den Colmarer Komplott-Prozessen wurden diesen die Mandate jedoch aberkannt und Nachwahlen für den 13. und 20. Januar 1929 angesetzt. Bei diesen Nachwahlen gelang es der Volksfront ihre Kandidaten Marcel Stuermel und René Hauss durchzusetzen.
1929 gewann sie die Gemeinderatswahlen in Straßburg gegen den von einem antiklerikalen und assimilatorischen Bündnis getragenen sozialistischen Bürgermeister Jacques Peirotes. Die Volksfront gewann 22 Sitze im Stadtrat. Sie bildete eine städtische Leitung mit Hueber als Bürgermeister und Michel Walter als Stellvertreter. Auch in Colmar erzielte sie ein sehr gutes Ergebnis.
In der Folge wurde Hueber aus der Kommunistischen Partei Frankreichs ausgeschlossen und gründete die Elsass-lothringische Kommunistische Partei, die nun Teil der Volksfront wurde.
Als die Landespartei sich immer mehr dem Nationalsozialismus annäherte und zunehmend antisemitische und antidemokratische Positionen vertrat, kam es zu Spaltungstendenzen der Volksfront und schließlich zum Ausscheiden der UPR und in ihrem Gefolge der Elsässischen Fortschrittspartei im Jahre 1933. Im Jahre 1935 wurde die Volksfront aufgelöst.